# Величие и падение на куртизанките
„Величие и падение на куртизанките“ (на френски: Splendeurs et misères des courtisanes) на Оноре дьо Балзак е роман, публикуван в четири части в периода 1838 – 1847 г. Той продължава историята на Люсиен дьо Рюбампре, който е главният герой в Изгубени илюзии, предишния роман на Балзак. „Величие и падение на куртизанките“ е част от Балзаковата поредица „Човешка комедия“.

## Резюме на сюжета
Внимание:  Текстът по-долу разкрива сюжета на произведението (или части от него)!
Люсиен дьо Рюбампре и „Абат Ерера“ (Вотрен) сключват пакт по силата, на който Люсиен ще постигне успех в Париж, ако се съгласи да следва инструкциите на Вотрен, за това как да го направи. Естер ван Гобсек обаче се оказва спънка в процеса на осъществяване на тези планове, тъй като Люсиен се влюбва в нея и тя съответно в него. Вместо да наложи на Люсиен да я напусне, Вотрен му позволява тази тайна афера, като в същото време се възползва от нея. В продължение на четири години Естер остава затворена в къща в Париж, като единствено излиза да се разхожда през нощта. Една нощ, барон дьо Несенжан я забелязва и се влюбва страстно в нея. Когато Вотрен осъзнава, че Нюсенжан е обсебен от нея, той решава да използва това, за да подпомогне напредъка на Люсиен.
Планът е следният: Вотрен и Люсиен имат 60 000 франска дългове, заради начина на живот, който Люсиен трябва да поддържа. Също така са им необходими и един милион франка, за да откупят парцел земя, стара семейна собственост на рода Рюбампре, за да може Люсиен да се ожени за Клотилд, богатата, но грозна дъщеря на семейство Гранлийо. Естер ще бъде инструмента, който те използват, за да отмъкнат колкото могат повече пари от невероятно богатия Нюсенжан.
Работите обаче не се нареждат толкова гладко, колкото би му се искало на Вотрен, тъй като Естер се самоубива след като се отдава на Нюсенжан за пръв и последен път (след като го кара да я чака в продължение на месеци). И понеже полицията е подозрително от известно време спрямо Вотрен и Люсиен, те са арестувани по подозрение за убийство. Този развой на събитията е особено трагичен, тъй като само часове по-рано Естер току-що е станала наследница на огромна сума пари от член на семейството, с който не са поддържали връзка. Ако е могла да устои още малко е щяла самата тя да се омъжи за Люсиен.
Люсиен, всякога поет, не се справя добре в затвора. Докато Вотрен успява да заблуди разпитващите го да вярват, че той би могъл да бъде Карлос Ерера, свещеник на тайна мисия от испанския крал, то Люсиен се поддава на хитростите на следователя. Той му казва всичко, включително и истинската самоличност на Вотрен. Впоследствие той съжалява за стореното и се обесва в килията.
Неговото самоубийство, подобно на това на Естер, се случва в крайно „неподходящ“ момент. В стремежа си да не компрометира дамите от висшето общество, замесени в случая, правосъдието урежда Люсиен да бъде освободен. Но когато той се самоубива нещата стават по-„лепкави“ и маневрирането все по-отчаяно. Оказва се, че Вотрен притежава изключително компрометиращи писма, изпратени от тези жени на Люсиен и той ги използва, за да договори собственото си освобождаване. Също така той успява да запази и да помогне на няколко от съучастниците си в досегашната си „кариера“, спасявайки ги от смъртна присъда или крайна бедност.
В края на романа, Вотрен става служител на полицията, преди да се оттегли през 1845. Благородството, толкова плашещо при неговата досегашна репутация, е използвано за други дейности.

## Главни герои
- Естер ван Гобсек, бивша куртизанка и любовница на Люсиен, на която е възложено да съблазни Нюсенжан. Самоубива се след като преспива с Нюсенжан за пари.
- Люсиен дьо Рюбампре, амбициозен младеж, закрилян от Вотрен, опитващ се да се ожени за Клотилд дьо Гранлийо. Самоубива се в затвора.
- Вотрен, избягал затворник с псевдонима Карлон Ерера, истинско име Жак Колен, друг псевдоним Trompe-la-Mort (Мами-и-смъртта). Има слабост към красиви млади мъже, опитва се да подпомогне издигането на Люсиен в обществото с всички възможни начини.
- Барон дьо Нюсенжан, обсебен от Естер и мишена на паричните машинации на Вотрен.
- Жаклин Колен, леля на Вотрен, псевдоним Ази (Asie). Натоварена е с наблюдение на Естер и помагане на Вотрев в различни схеми.
- Клотилд дьо Гранлийо, мишена на чувствата на Люсиен, ключ към неговото издигане в обществото. Но той би могъл да се ожени за нея, освен ако не откупи старата семейна земя, оценена на един милион франка. Баща ѝ осуетява сватбата, разбирайки, че парите, понастоящем идващи от Естер, всъщност не са от наследство (от бащата на Люсиен), така както е казал Люсиен.
- Контеса дьо Серизи и Дукеса дьо Мофриньоз, бивши любовници на Люсиен, от които Вотрен притежава много компрометиращи писма.
- Камизо дьо Марвил, Конт дьо Гранвил, съответно съдия и магистрат. Опитват се да работят по случая на Вотрен и Люсиен без да компрометират замесените дами.
- Пейрад, Контансон, Корантен, Биби-Люпен, шпиони от различен вид, свързани с полицията. Опитват се да уличат Вотрен по различни лични причини.